# كلود همفري
كلود همفري (بالإنجليزية: Claude Humphrey)‏ هو لاعب كرة قدم أمريكية أمريكي، ولد في 29 يونيو 1944 في ممفيس في الولايات المتحدة.

## وصلات خارجية
- كلود همفري على موقع مرجع كرة القدم المحترفة.كوم (الإنجليزية)
- كلود همفري على موقع قاعة جورجيا للمشاهير الرياضية (مؤرشف) (الإنجليزية)
- كلود همفري على موقع قاعة تينيسي للمشاهير الرياضية (الإنجليزية)